# Mansfieldiscus
Mansfieldiscus è un genere di pesci ossei estinti, appartenenti ai paleonisciformi. Visse nel Carbonifero inferiore (circa 340 - 330 milioni di anni fa) e i suoi resti fossili sono stati ritrovati in Australia.

## Descrizione
Questo pesce era dotato di un corpo affusolato, e poteva raggiungere la taglia di circa 30 centimetri. Mansfieldiscus possedeva una pinna dorsale relativamente arretrata, alta e dalla base piuttosto stretta; la pinna anale era di dimensioni simili e ancor più arretrata; la pinna caudale era ampia, dotata di due lobi di dimensioni quasi identiche. Le pinne pettorali erano a forma di ventaglio, mentre le pinne ventrali si trovavano a circa metà del corpo ed erano di piccole dimensioni. La testa di Mansfieldiscus era molto grande in relazione al corpo dell'animale, e occupava più di un terzo del corpo. Mansfieldiscus era caratterizzato da un suspensorium particolarmente obliquo, orbite piccole, muso smussato e corto, interopercolare e dermoiale di piccole dimensioni, jugale di grandi dimensioni, opercolare stretto.

## Classificazione
Il genere Mansfieldiscus è stato descritto originariamente come un rappresentante dell'ordine Palaeonisciformes, ma attualmente questo gruppo è considerato dalla maggior parte dei paleontologi parafiletico o polifiletico. In particolare, Mansfieldiscus potrebbe essere vicino al genere arcaico del Devoniano Mimipiscis. 
Il genere Mansfieldiscus venne istituito da John A. Long nel 1988 per accogliere due specie di pesci del Carbonifero inferiore di Mansfield (Australia), precedentemente ascritte da Arthur Smith Woodward nel 1906 al genere Elonichthys. La specie tipo è Mansfieldiscus sweeti, nota per esemplari completi e ben conservati; la specie M. gibbus è stata attribuita con qualche dubbio al genere, ed è nota per fossili più incompleti. 